# Zmarli w marcu 2012

## Marzec 2012
- 31 marca
  - Judith Adams – australijska polityk[1]
  - Kornel Gibiński – polski profesor doktor habilitowany nauk medycznych, internista, gastroenterolog, farmakolog kliniczny, filozof medycyny[2]
  - Władysław Polański – polski generał[3]
  - Halbert White – amerykański ekonomista[4]
- 30 marca
  - Wiktor Kosiczkin – rosyjski łyżwiarz szybki[5]
  - Leonid Szebarszyn – rosyjski polityk, funkcjonariusz KGB[6]
- 29 marca
  - Luke Askew – amerykański aktor, znany z roli w filmie Swobodny jeździec[7]
  - Kenneth Libo – amerykański historyk[8]
- 28 marca
  - John Arden – brytyjski pisarz[9]
  - Aleksander Arutunian – ormiański kompozytor[10]
  - Harry Crews – amerykański pisarz[11]
  - Willie May – amerykański lekkoatleta (płotkarz), medalista olimpijski[12]
  - Róża Nowotarska – polska dziennikarka, tłumacz, publicystka, malarka, poetka[13]
  - Jean Ofredo – francuski dziennikarz[14]
  - Jolanta Rzaczkiewicz – polska aktorka[15]
  - Earl Scruggs – amerykański muzyk country i bluegrass, wirtuoz banjo[16]
- 27 marca
  - Hilton Kramer – amerykański krytyk sztuki[17]
  - Adrienne Rich – amerykańska poetka i pisarka[18]
  - Warren Stevens – amerykański aktor[19]
  - Wiktor Wołkow – polski fotografik[20]
  - Michał Żórawski – polski dyplomata, pierwszy konsul III RP W Moskwie, konsul generalny, Minister Pełnomocny w Moskwie, Królewcu i Charkowie[21].
- 25 marca
  - Czesław Michniak – polski pisarz[22]
  - Tony Newton – brytyjski polityk[23]
  - Bert Sugar – amerykański redaktor sportowy, historyk boksu[24]
  - Antonio Tabucchi – włoski pisarz[25]
- 24 marca
  - Vigor Bovolenta – włoski siatkarz, mistrz Europy z 1995 roku, srebrny medalista olimpijski z Atlanty[26]
  - Edward Materski – polski duchowny katolicki, biskup radomski[27]
  - Jocky Wilson – szkocki darter[28]
  - Jan Winczakiewicz – polski poeta, tłumacz i malarz[29]
- 23 marca
  - Witold Lesiewicz – polski reżyser[30]
  - Eric Lowen – amerykański gitarzysta poprockowy, muzyk duetu Lowen & Navarro[31]
  - Naji Talib – iracki polityk, premier Iraku w latach 1966–1967[32]
  - Abdullahi Yusuf – somalijski polityk, prezydent Somalii w latach 2004–2008[33]
- 22 marca
  - Matthew Ridley – brytyjski arystokrata[34]
- 21 marca
  - Tonino Guerra – włoski poeta, pisarz, artysta plastyk i scenarzysta filmowy[35]
  - Jurij Razuwajew – rosyjski szachista[36]
  - Marina Salje – rosyjska polityk, działaczka opozycji[37]
- 20 marca
  - Bogdan Dziwosz – polski duchowny katolicki[38]
  - Lincoln Hall – australijski pisarz, wspinacz[39]
  - Jerzy Janik – polski fizyk[40]
  - Zbigniew Pałyszko – polski młociarz i trener lekkoatletyczny[41]
  - Frits de Ruijter – holenderski lekkoatleta, średniodystansowiec[42]
- 19 marca
  - Ulu Grosbard – belgijski reżyser filmowy[43]
  - Leokadia Pośpiechowa – polska pisarka, profesor, emerytowany pracownik Instytutu Filologii Polskiej Wydziału Filologicznego Uniwersytetu Opolskiego[44]
- 18 marca
  - Jadwiga Kaliszewska – polska skrzypaczka, profesor Akademii Muzycznej w Poznaniu[45]
  - António Leitão – portugalski lekkoatleta, brązowy medalista igrzysk olimpijskich w Los Angeles 1984 w biegu na 5000 metrów[46][47]
  - Shirley May – amerykańska pływaczka długodystansowa[48]
  - Jerzy Tupou V – tongański polityk, król Tonga[49]
- 17 marca
  - Iwan Demianiuk – ukraiński zbrodniarz wojenny[50]
  - Szenuda III – egipski patriarcha Koptyjskiego Kościoła Ortodoksyjnego[51]
  - Chaleo Yoovidhya – tajski biznesmen, wynalazca napoju energetycznego Red Bull[52]
  - John Yarbrough – amerykański lekkoatleta, płotkarz[53]
- 16 marca
  - Estanislao Basora – hiszpański piłkarz, reprezentant kraju, legendarny napastnik FC Barcelony[54]
  - Zygmunt Broniarek – polski publicysta, felietonista i dziennikarz[55]
  - Mervyn Davies – walijski rugbysta[56]
  - Bronisław Poloczek – polsko-czeski aktor[57]
  - Anita Steckel – amerykańska artystka plastyk, malarka erotyczna[58]
- 15 marca
  - Włodzimierz Pasternak – polski polityk, samorządowiec, wojewoda kielecki w latach 1980–1990[59]
- 14 marca
  - Ryszard Kujawa – polski polityk i samorządowiec, poseł na Sejm II kadencji (1993–1997)[60]
  - Pierre Schoendoerffer – francuski reżyser filmowy[61]
  - Ċensu Tabone – maltański polityk, prezydent Malty w latach 1989–1994[62]
  - Zbigniew Zugaj – polski fotografik[63]
- 13 marca
  - Jock Hobbs – nowozelandzki rugbysta[64]
  - Teresa Łubińska-Kalinowska – polska artystka, zajmująca się gobelinem[65]
  - Hans Ludwig Martensen – duński duchowny katolicki, jezuita, biskup diecezjalny Kopenhagi[66]
  - Zdzisław Naniewicz – polski matematyk, prof. dr hab. Uniwersytetu Kardynała Stefana Wyszyńskiego w Warszawie[67]
  - Wisznicer Rebe – izraelski duchowy przywódca chasydów Wisznic[68]
  - Wojciech Sokolewicz – profesor prawa konstytucyjnego[69]
- 12 marca
  - Mike Hossack – amerykański muzyk, perkusista grupy The Doobie Brothers[70]
  - Włodzimierz Komorowski – polski scenograf teatralny i telewizyjny, malarz[71]
  - Friedhelm Konietzka – niemiecki piłkarz, reprezentant kraju[72]
  - Władysław Patulski – polski doktor prawa, sędzia Sądu Najwyższego[73]
  - Hipolit Śmierzchalski – polski lekkoatleta[74]
- 11 marca
  - Bogusław Mec – polski piosenkarz[75]
  - John Souza – amerykański piłkarz[76]
  - Tadeusz Szurnicki – polski ekonomista i działacz partyjny, wicewojewoda ostrołęcki (1987–1990)[77]
- 10 marca
  - Jean Giraud – francuski scenarzysta, autor komiksów[78]
  - Julio César González – meksykański bokser, mistrz świata[79]
  - Mykoła Pławiuk – ukraiński polityk, prezydent Ukrainy na emigracji w latach 1989–1992, działacz społeczny[80]
  - Frank Sherwood Rowland – amerykański chemik, laureat Nagrody Nobla[81]
  - Nick Zoricic – kanadyjski narciarz dowolny[82]
- 9 marca
  - José Tomás Sánchez – filipiński duchowny katolicki, arcybiskup Nueva Segovia, wysoki urzędnik Kurii Rzymskiej, kardynał[83]
  - Michał du Vall – polski profesor zwyczajny prawa, specjalista z zakresu prawa własności przemysłowej, prorektor UJ[84]
- 8 marca
  - Simin Daneshvar – irańska pisarka[85]
- 7 marca
  - Cris Alexander – amerykański aktor, piosenkarz, tancerz, projektant i fotograf[86]
  - Ryszard Drozd – polski szachista[87]
  - Félicien Marceau – francuski pisarz[88]
  - Kazimierz Oczoś – polski profesor, specjalista w dziedzinie budowy i eksploatacji maszyn[89]
  - Włodzimierz Smolarek – polski piłkarz, wielokrotny reprezentant kraju[90]
  - Czesław Zychowicz – polski profesor, specjalista w zakresie alergologii oraz pediatrii[91]
- 6 marca
  - Marcos Alonso Imaz – hiszpański piłkarz[92]
  - Jan Dawidziuk – polski duchowny katolicki, biskup Polskiego Narodowego Kościoła Katolickiego[93]
  - Donald Payne – amerykański polityk[94]
- 5 marca
  - Francisco Xavier do Amaral – timorski polityk, prezydent Timoru Wschodniego w latach 1975–1978[95]
  - Jörg Balke – niemiecki lekkoatleta, średniodystansowiec[96]
  - Marian Kuszewski – polski szermierz, olimpijczyk (1956, 1960)[97]
  - Robert B. Sherman – amerykański autor tekstów piosenek z disneyowskich filmów[98]
- 4 marca
  - Henryk Grabowski – polski lekkoatleta, skoczek w dal[99]
  - Michał Issajewicz – polski żołnierz AK, uczestnik zamachu na Franza Kutscherę[100]
  - Jan Maj – polski działacz sportowy, prezes PZPN[101]
  - Bill Green – amerykański lekkoatleta, sprinter[102]
- 3 marca
  - Wacława Celińska – polska profesor, hematolog i onkolog dziecięcy[103]
  - Ronnie Montrose – amerykański gitarzysta rockowy[104]
  - Ralph McQuarrie – amerykański grafik, współtwórca postaci Gwiezdnych wojen[105]
  - Jan Stanek – polski piłkarz[106]
  - Zofia Talik – polska profesor Uniwersytetu Ekonomicznego we Wrocławiu[107]
- 2 marca
  - Stanisława Kopiec – polska poetka[108]
  - Aleksander Müller – polski ekonomista, rektor SGH (1990-1993)[109][110]
  - Norman St John-Stevas – brytyjski prawnik, polityk, minister[111]
- 1 marca
  - Henryk Bałuszyński – polski piłkarz, reprezentant kraju[112]
  - Lucio Dalla – włoski piosenkarz[113]
  - Józef Matynia – polski dziennikarz, były więzień Auschwitz[114]
  - Adam Mazanowski – polski zootechnik[115]